# Lora L. Corum
Lora L. Corum, född den 8 januari 1899 i Jonesville, Indiana, USA, död den 7 mars 1949, var en amerikansk racerförare.

## Racingkarriär
Corum är mest känd för att han startade i den bil som vann Indianapolis 500 1924, även om det var hans ersättare Joe Boyer som förde upp bilen i en vinnande position. Det var Coprums enda professionella seger, och samma säsong slutade han på sjunde plats i det nationella mästerskapet, vilket gjorde det till hans bästa säsong i karriären. Hans bästa mästerskapsplacering i övrigt var en trettondeplats 1923.